# Osne-le-Val
Osne-le-Val é uma comuna francesa na região administrativa de Grande Leste, no departamento de Haute-Marne. Estende-se por uma área de 26,92 km². Em 2010 a comuna tinha 263 habitantes (densidade: 9,8 hab./km²).